# Shadow Company
Shadow Company — компьютерная игра жанра MMOFPS от Doobic Game Studios. В России локализировалась компанией Иннова Системс, но было принято решение закрыть проект. Полное название игры «Shadow Company: The Mercenary War», но в коммерческой рекламе и на официальном сайте игру именуют просто — «Shadow Company». Игра построена по модели Free-to-play (условно-бесплатная игра) — абонентская плата за доступ к игре отсутствует, игровые бонусы игроку даются за реальные деньги. Имеется режим PVE.
Презентация игры была осуществлена на Игромире 2012 в октябре 2012 года.
20 октября 2013 русскоязычная версия проекта Shadow Company: The Mercenary War от Innova Systems была официально закрыта.

## Игровой процесс

### Режимы
- Бой на выживание. Участвует до 24 игроков в бою. 2 команды
- Боевой Отряд. Участвует до 24 игроков в бою. 3-4 команды (до 6 игроков в команде)
- Режим «Грязные деньги». Цель — захватить мешок с деньгами и продержать его 1 минуту. Участвует до 24 игроков в бою. 3-4 команды (до 6 игроков в команде)
- Бой на дробовиках. Доступны только дробовики. Также участвует 24 игрока.
- Подрыв. Участвует 24 игрока в бою. Цель — заложить бомбу команде в атаке, команде которая защищает объект — не дать её заложить.
- Осада. Цель — захватить все точки на карте и удержать их в течение определённого времени. Побеждает та команда, которая захватила больше(или все) объектов на карте. До 24 игроков. 2 команды
- Бой на пистолетах. Доступны только пистолеты и дробовики. Участвует до 24 игроков в бою. 2-4 команды (2 команды до 12 игроков, 3-4 команды до 6 игроков)
- Зомби. Цель людей — выжить и не заразиться за время раунда (3-4 мин). Цель зомби — заразить всех людей за время раунда. До 24 игроков